# Sjöfn
Sjöfn ("älskogsväckerskan") var i nordisk mytologi en asynja som tillhörde Friggs systraskap. Sjöfn får både män och kvinnor att tänka på sex. Vill man tända åtrågnistan människor emellan skall man åkalla Sjöfn.
Hon omtalas i Den yngre Eddan, som skrevs av Snorre Sturlason på 1200-talet, och i tre kenningar i skaldediktningen. 